# Хілаль Хемед Хілаль
Хілаль Хемед Хілаль (англ. Hilal Hemed Hilal; 12 липня 1994) — танзанійський плавець, олімпієць.

## Виступи на Олімпіадах
| Олімпіада           | Вид спорту | Дисципліна               | Місце |
| ------------------- | ---------- | ------------------------ | ----- |
| Ріо-де-Жанейро 2016 | Плавання   | 50 метрів вільним стилем | 49    |